# 1124
| Calendário gregoriano                                                        | 1124 MCXXIV                                          |
| Ab urbe condita                                                              | 1877                                                 |
| Calendário arménio                                                           | 573 – 574                                            |
| Calendário bahá'í                                                            | -720 – -719                                          |
| Calendário budista                                                           | 1668                                                 |
| Calendário chinês                                                            | 3820 – 3821 Início a 19 de janeiro (aproximadamente) |
| Calendário copta                                                             | 840 – 841                                            |
| Calendário etíope                                                            | 1116 – 1117                                          |
| Calendários hindus - Vikram Samvat - Calendário nacional indiano - Cáli Iuga | 1179 – 1180 1045 – 1046 4224 – 4225                  |
| Calendário Holoceno                                                          | 11124                                                |
| Calendário islâmico                                                          | 518 – 519                                            |
| Calendário judaico                                                           | 4884 – 4885                                          |
| Calendário persa                                                             | 502 – 503                                            |
| Calendário rúnico                                                            | 1374                                                 |
| Calendário solar tailandês                                                   | 1667                                                 |

1124 (MCXXIV, na numeração romana) foi um ano bissexto do século XII do Calendário Juliano, da Era de Cristo, e as suas letras dominicais foram  F e E (52 semanas), teve início a uma terça-feira e terminou a uma quarta-feira.
No território que viria a ser o reino de Portugal estava em vigor a Era de César que já contava 1162 anos.
| Ano completo                          |
| ------------------------------------- |
| Ano bissexto com início à terça-feira |

## Eventos
- O Papa Honório II sucede ao Papa Calisto II.
- Foral de Frossos.

## Mortes
- Alexandre I, o Feroz, rei da Escócia.
- Diego Lopes I de Haro, foi o 8º Senhor da Biscaia, n. 1075.
- Guilherme de Harcourt, foi Senhor de Harcourt, de Cailleville, de Beauficel, de Bourgtheroulde-Infreville, de Boissey-le-Châtel, de Lisors, de Bouville e de Renneville, n.